# Station Thornford
Thornford is een spoorwegstation van National Rail in Thornford, West Dorset in Engeland. Het station is eigendom van Network Rail en wordt beheerd door Great Western Railway. 